# Jorge Márquez
Pour les articles homonymes, voir Márquez.
Jorge Márquez est un colonel de l'armée et un homme politique vénézuélien né à Caracas  le 20 février 1971. Il est l'actuel ministre vénézuélien du Bureau de la présidence et du Suivi de la gestion du gouvernement 3 novembre 2017 until 23 avril 2024

## Biographie

### Carrière politique
Il est nommé ministre du Bureau de la présidence et du Suivi de la gestion du gouvernement par le président Nicolás Maduro le 3 novembre 2017.

### Sanctions internationales
Le 9 novembre 2017, le département du Trésor américain l'inscrit dans une liste de fonctionnaires vénézuéliens sanctionnés pour de possibles fraudes électorales, de censure des moyens de communications et de corruption dans des programmes de distribution alimentaire. Tous ses éventuels biens sont ainsi gelés aux États-Unis et le pays lui est interdit d'accès. 
Le 30 mars 2018, le gouvernement du Panama le soupçonne fortement de blanchiment d'argent, de financement du terrorisme et de financement de la prolifération des armes de destruction massive. 

## Sources
- (es) Cet article est partiellement ou en totalité issu de l’article de Wikipédia en espagnol intitulé « Jorge Elieser Márquez » (voir la liste des auteurs).